# Tchagra à tête brune
Tchagra australis
Espèce
Statut de conservation UICN

 LC  : Préoccupation mineure
Le Tchagra à tête brune (Tchagra australis) est une espèce d'oiseaux de la famille des Malaconotidae.
Cet oiseau vit en Afrique subsaharienne.